# Ralytupa lindneri
Ralytupa lindneri är en tvåvingeart som först beskrevs av Loïc Matile 1973.  Ralytupa lindneri ingår i släktet Ralytupa och familjen platthornsmyggor.
Artens utbredningsområde är Tanzania. Inga underarter finns listade i Catalogue of Life.